# Тыдэяха (приток Похияхи)
Тыдэяха (устар. Тыде-Яха) — река в России, протекает по Ямало-Ненецкому АО. Устье реки находится в 43 км по правому берегу реки Похияха. Длина реки составляет 25 км.

## Данные водного реестра
По данным государственного водного реестра России, относится к Нижнеобскому бассейновому округу, водохозяйственный участок реки — Пур, речной подбассейн отсутствует. Речной бассейн реки — Пур.
Код объекта в государственном водном реестре — 15040000112115300057398.